# Bory Tucholskie

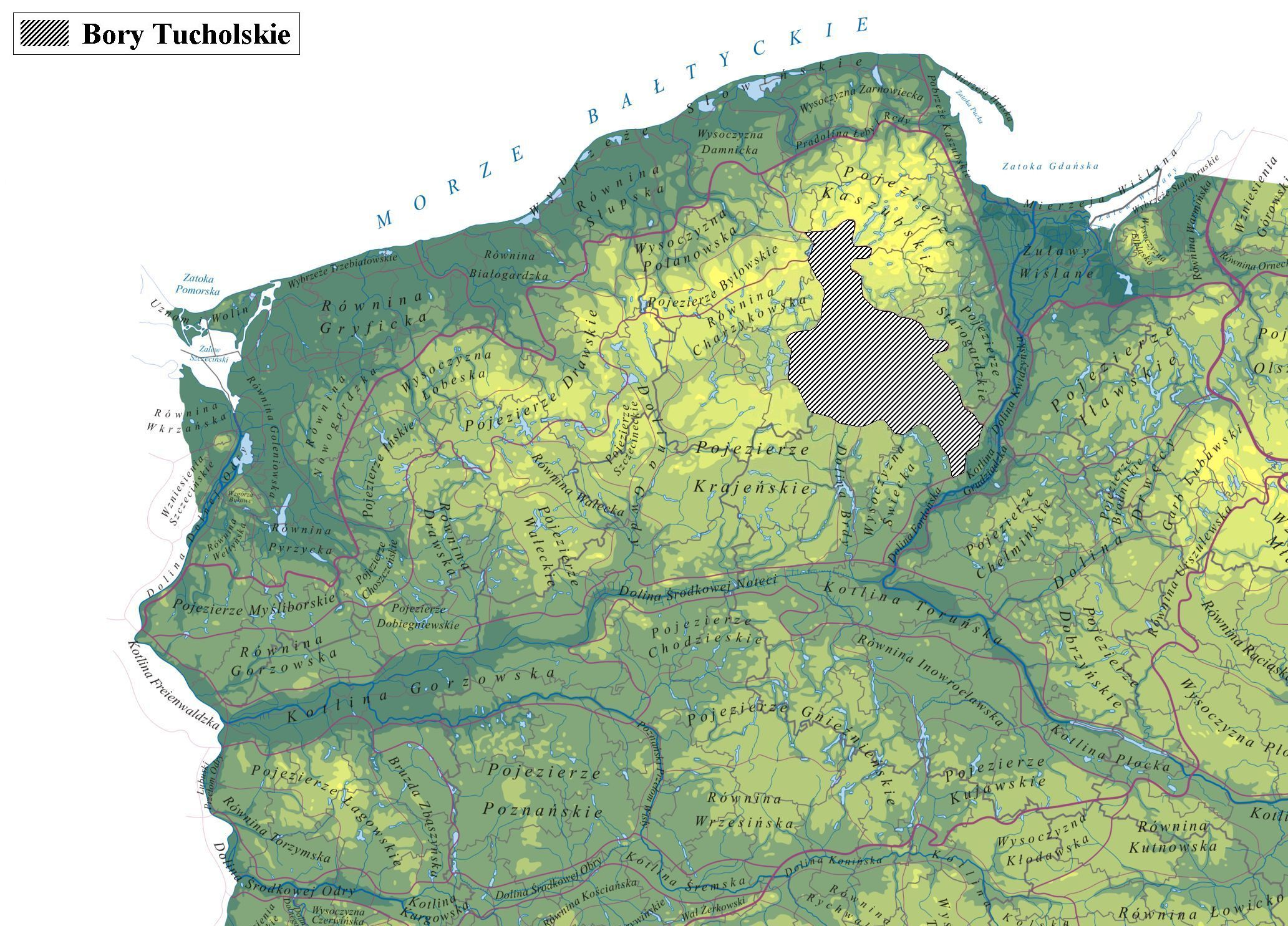
Die Bory Tucholskie innerhalb der geomorphologischen Einteilung Polens

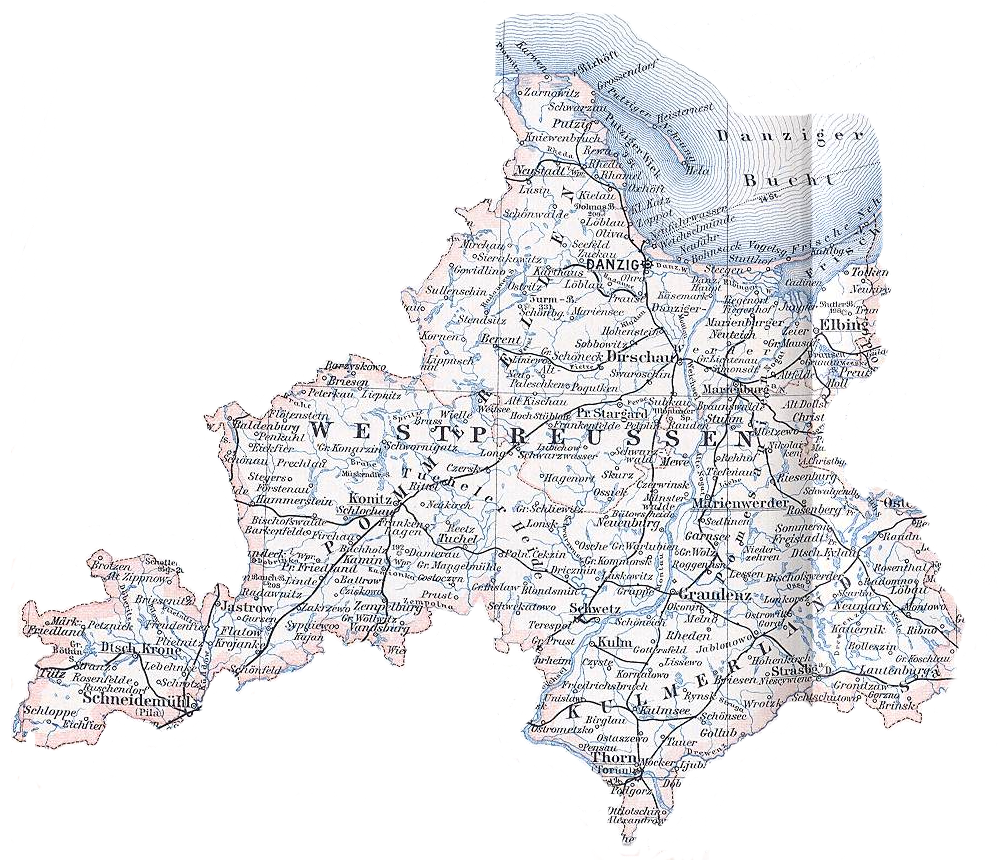
Tucheler Heide im südwestlichen Westpreußen bei den Städten Konitz und Tuchel auf einer Landkarte von 1896

Die Bory Tucholskie, deutsch Tucheler Heide (kaschubisch: Tëchòlsczé Bòrë), ist eine große Wald- und Heidelandschaft in der Nähe von Tuchola (Tuchel) in der nordpolnischen Woiwodschaft Kujawien-Pommern. Ein Teil der Heide ist der 1996 gegründete Nationalpark Bory Tucholskie, der den Kern eines von der UNESCO anerkannten Biosphärenreservats bildet.

## Lage und Ausdehnung
Auf einer Fläche von rund 3.200 km² bildet die Tucheler Heide eines der größten Waldgebiete Polens und Mitteleuropas. Das Gebiet liegt zwischen der Brahe im Westen und dem Schwarzwasser im Osten im westlichen Weichselraum. Im Südosten reicht das Waldareal dicht an die Weichselniederung heran, nach Nordwesten geht es leicht über die Strecke der Preußischen Ostbahn (Linia kolejowa nr 203) hinaus. Die größten Städte sind Czersk mit rund 9.500 Einwohnern im Nordwesten und Tuchel mit rund 14.000 Einwohnern am Westrand. Den nordöstlichen Ausläufer der Heide bildet der ehemalige Königliche Forst Wirthy am Bordzichower See mit dem 1875 begründeten Arboretum Wirty.
Im Juni 2010 erhob die UNESCO den Wald nach dem MAB-Programm zum Biosphärenreservat. Der Kernbereich des Reservats besteht aus dem Nationalpark Bory Tucholskie (polnisch: Park Narodowy Bory Tucholskie) und aus 25 Naturschutzgebieten in der Pufferzone. Die Pufferzone bilden der Tucholer Landschaftspark (Tucholski Park Krajobrazowy), der Wdecki-Landschaftspark (Wdecki Park Krajobrazowy), der Wdzydze Landschaftspark (Wdzydzki Park Krajobrazowy) und der Zaborski Landschaftspark (Zaborski Park Krajobrazowy) in den Landgemeinden Chojnice und Brusy. Zu einer Übergangszone gehört Tuchel mit den umliegenden Bezirken. Der Kernbereich des Biosphärenreservats umfasst 78,81 km², alle drei Zonen zusammen 3.195 km².

## Entstehung, Landschaftsbild und Klima

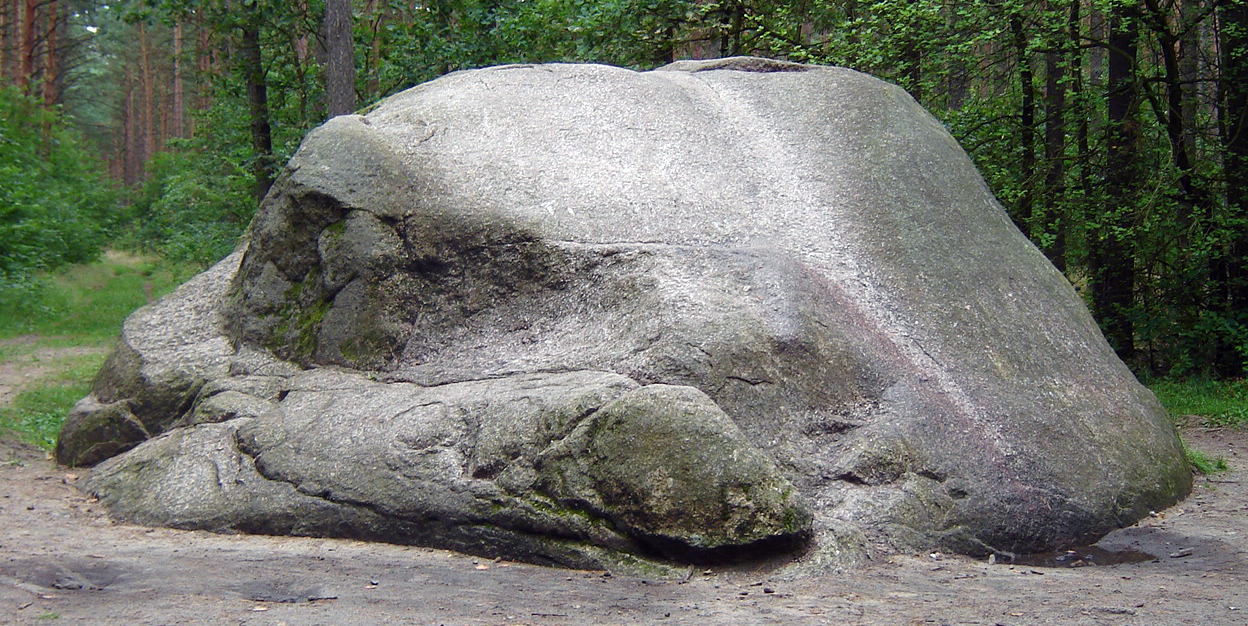
Kamień św. Wojciecha (Stein des heiligen Adalbert) 2007

Die Tucheler Heide entstand während der Weichseleiszeit als eine typische Sanderfläche. Schmelzwässer der unmittelbar nördlich gelegenen Pommerschen Eisrandlage schütteten große Mengen Sand in ihr Vorland. Die vorher existierenden Grundmoränenflächen wurden weitgehend verschüttet, ihre höchsten Teile ragen aber noch inselartig aus den Sandflächen hervor. Geprägt wird die Heide weiterhin von zahlreichen Seen, deren Anlage vor allem auf Schmelzwassererosion in Glazialen Rinnen, verbunden mit einer Plombierung der Becken durch Toteis, zurückgeht. Größter Zeuge der eiszeitlichen Oberflächenformung ist der Teufelstein (diabelski kamień) bei Leosia/Gródek (Groddeck), ein Findling aus Granit mit einem Umfang von 24,50 Metern, einer Breite von 8,80 Metern, einer Höhe von 3,80 Metern und einem Gewicht von rund 1.750 Zentnern. Das Naturdenkmal (pomnik przyrody) ist der drittgrößte Findling in Polen und trägt heute zumeist den Namen Stein des heiligen Adalbert (kamień świętego Wojciecha).
1914 schrieb Adalbert Luntowski (1883–1934), der sich später Adalbert Reinwald nannte und im Geist der Wandervogelführer, Fichte-Gesellschaft von 1914 und Lebensreformbewegung für die germanische Moderne und für die Geburt des deutschen Menschen warb:

„Eine gedehnte Hochebene sehen wir, mit Kiefern bestanden, einförmig, immer dasselbe Bild. Nur selten weiße Birken oder Bestände von Erlen. Aber viel Waldmoor, und immer mehr Heideland an Heideland. […] Wacholder, hier Kaddik genannt, Heidekraut, Blaubeergesträuch, Preisselbeergesträuch, Disteln, Sandnelken, Moose, Flechten, selten Unterholz – eine große weite Einsamkeit, eine schwermütige Einsamkeit, noch eindringlicher die Schwermut, wenn wir durch weite Sandböden stapfen, oder wenn uns der dunkle Blick eines moorigen Gewässers zum Verweilen zwingt, und rings eine große heroische Stille; du hörst Bienen und Hummeln in der Luft summen, du hörst Lerchengesang gegen den blaßblauen Himmel steigen, aber diese Stimmen machen dir die Einsamkeit und die große Stille nur noch vernehmlicher, noch strenger und ernster.“

Das Gebiet mit seinen lehmig-sandigen, diluvialen Böden liegt im Übergangsbereich zwischen mildem maritimen und kontinentalem Klima. Teils sehr lange strenge Winter kennzeichnen die mit der niedrigen durchschnittlichen Niederschlagsmenge von 600 mm/Jahr trockene Region. Die durchschnittliche Jahresmitteltemperatur liegt bei 6,7 °C, die Vegetationsperiode beträgt rund 200 Tage im Jahr (die Daten beziehen sich auf die nordöstliche Region am Arboretum Wirty).

## Flora und Fauna

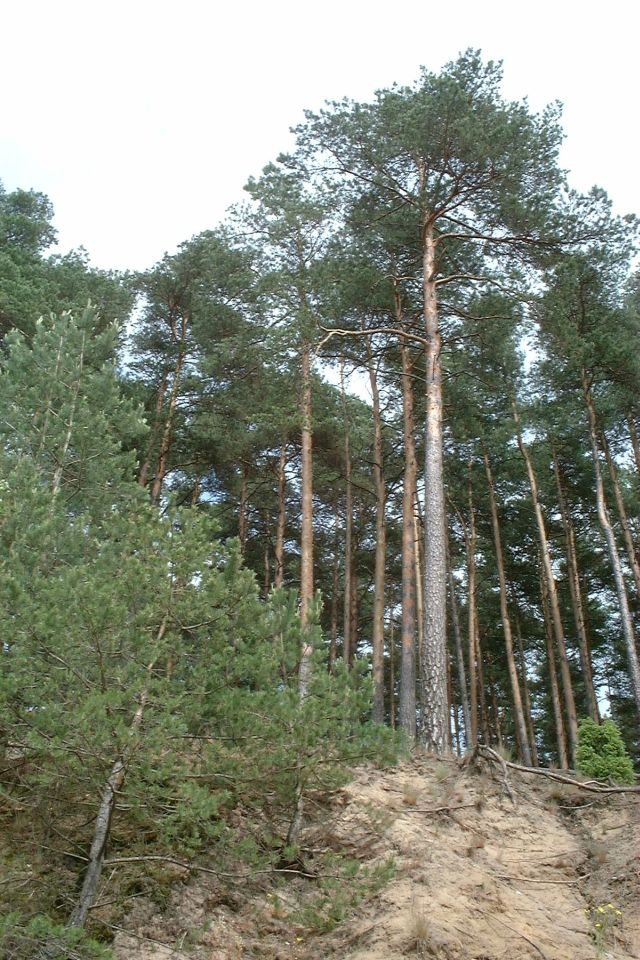
Kiefern in der Tucheler Heide

Auf den sandigen Böden dominierten ursprünglich Kiefern, Fichten und Buchen. Nach Abholzungen und Aufforstungen im 17. Jahrhundert entwickelte sich der Wald weitgehend zu einer Kiefern-Monokultur, durchsetzt von einigen, teils angepflanzten Eichen, Hainbuchen, Espen und Linden. Nach Luntowskis Angabe bestand 1914 zwischen dem Mukrzsee und Ebensee (im heutigen Wdecki-Landschaftspark) der rund 19 Hektar große, bereits seit 1827 als Naturdenkmal geschützte Zisbusch mit rund 5.000 Exemplaren der Europäischen Eibe, schon damals einer in Deutschland immer mehr verschwindenen Taxusart. Auch heute steht der Eibenwald mit rund 3.500 verbliebenen und bis zu 500 Jahre alten Exemplaren unter Naturschutz. Wärmeliebende Arten sind vor allem an den Hängen zur Weichsel anzutreffen. In den Mooren, die sich zum Teil in den abgeholzten Flächen herausbildeten, und an den Seen sind Moosbeeren, Sumpfporst, zahlreiche Arten von Laubmoosen und aus der Gattung der Torfmoose Sphagnaceae vertreten. Bemerkenswert im Nationalpark sind die Vorkommen der seltenen Wasser-Lobelie, des See-Brachsenkrauts und des Europäischen Strandlings.
In den Seen leben unter anderem Maränen, Aale, Barsche, Schleien, Brassen und Aalquappen. Seeadler, Fischadler, Kranich, Schwarzstorch, Uhus, Schellenten und Eisvögel gehören zu den vielen Vogelarten in der Tucheler Heide. Außergewöhnlich sind die häufigen Vorkommen von Fledermäusen. Dazu zählen die Rauhautfledermaus, das Braune Langohr, das Große Mausohr, die Wasserfledermaus und die Fransenfledermaus. An größeren Säugetieren sind Hirsche, Rehe, Wildschweine, Füchse, Marder, Biber, Fischotter, Dachse und in strengen Wintern vereinzelt Wölfe anzutreffen.

## Geschichte
Archäologische Funde von Werkzeugen belegen, dass das Waldgebiet spätestens in der jüngeren Steinzeit besiedelt war. Für die Späte Bronzezeit sind Verkehrswege nachgewiesen, die die Heide durchliefen. Nach der Abwanderung gotischer Stämme der Wielbark-Kultur verbreiteten sich im Weichselraum seit dem Ende des 6. Jahrhunderts westslawische Stämme.

### Herzogtum Pomerellen, Deutscher Orden und Polnische Krone
Um 1100 gehörte die Heide zum slawischen Herzogtum Pomerellen, deren Herzöge das Gebiet aufgrund seines großen Wildreichtums als Jagdrevier nutzten und die Randgebiete aufsiedelten. Nach der Übernahme von Danzig durch den Deutschen Orden am 13. November 1308 unterstand auch die Tucheler Heide dem Deutschritterorden, der die Randbereiche und besseren Bodenlagen im Wald weiter kultivierte. Unter der Agrarverfassung des Ordens stand allein den Hochmeistern die Jagdnutzung zu. Eine größere Besiedlung der Heide setzte erst gegen Ende der Ordensherrschaft ein. Nach dem Zweiten Frieden von Thorn 1466 kam die Tucheler Heide als Teil des Königlichen Preußens für über dreihundert Jahre unter die Lehnshoheit der polnischen Krone und wurde von Starosten verwaltet.

### Beutner (Bienenzucht)
Nach Darstellung Adalbert Luntowskis vergaben die Starosten nach ihrem Belieben Nutzungsrechte aller Art an Einzelne und ganze Ortschaften. Dies habe zu einer schonungslosen Nutzung des Waldes und Abholzungen geführt; für eine Aufforstung sei nicht gesorgt worden. Insbesondere die exzessive Beutnerwirtschaft, die zur Anlage von ringförmigen Schutzgräben mit dem Kahlbrennen der Umgebung der Beutestämme betrieben worden sei, habe erhebliche Schäden verursacht. Die Bienenzüchter hätten aufgrund hoher Abgaben an die Starosten und wegen ihrer traditionellen Zunftrechte weitgehend unkontrolliert vorgehen können. Die Beutnerei war überaus einträglich. So hätten 1772/73 die Einnahmen aus den Beuten im Schlochauer Beritt bei über 500 Talern gelegen, während der Holzverkauf im gleichen Beritt nur etwa 15 Taler eingebracht habe. Für Beschädigungen der Beuten sah das Schwetzer Beutnerrecht in den Artikeln 16 und 17 drakonische Strafen vor:

„Wer fremde Beuten mutwillig und heimlich beraubet, soll mit dem Galgen bestraft werden. Wer seine oder fremde Beuten aufreißet, soll dem Scharfrichter übergeben werden, die ihn um den Baum herum, allwo er die Bienen ausgerissen, die Eingeweide herausziehen und demnächst auf denselben Baum aufhangen.“

Nach der Ersten Teilung Polens 1772 wieder preußisch, dämmten die Behörden die Beutnerei vor allem wegen der hohen Waldbrandgefahr, die durch das Kahlbrennen verursacht wurde, radikal ein. Gab es 1772 im Forstbezirk Schwetz noch 20.000 Beutestämme, waren es 1802 nur noch 2.500. Später wurde die Beutnerei in den Königlichen Forsten völlig verboten.

### Holzkammer Preußens

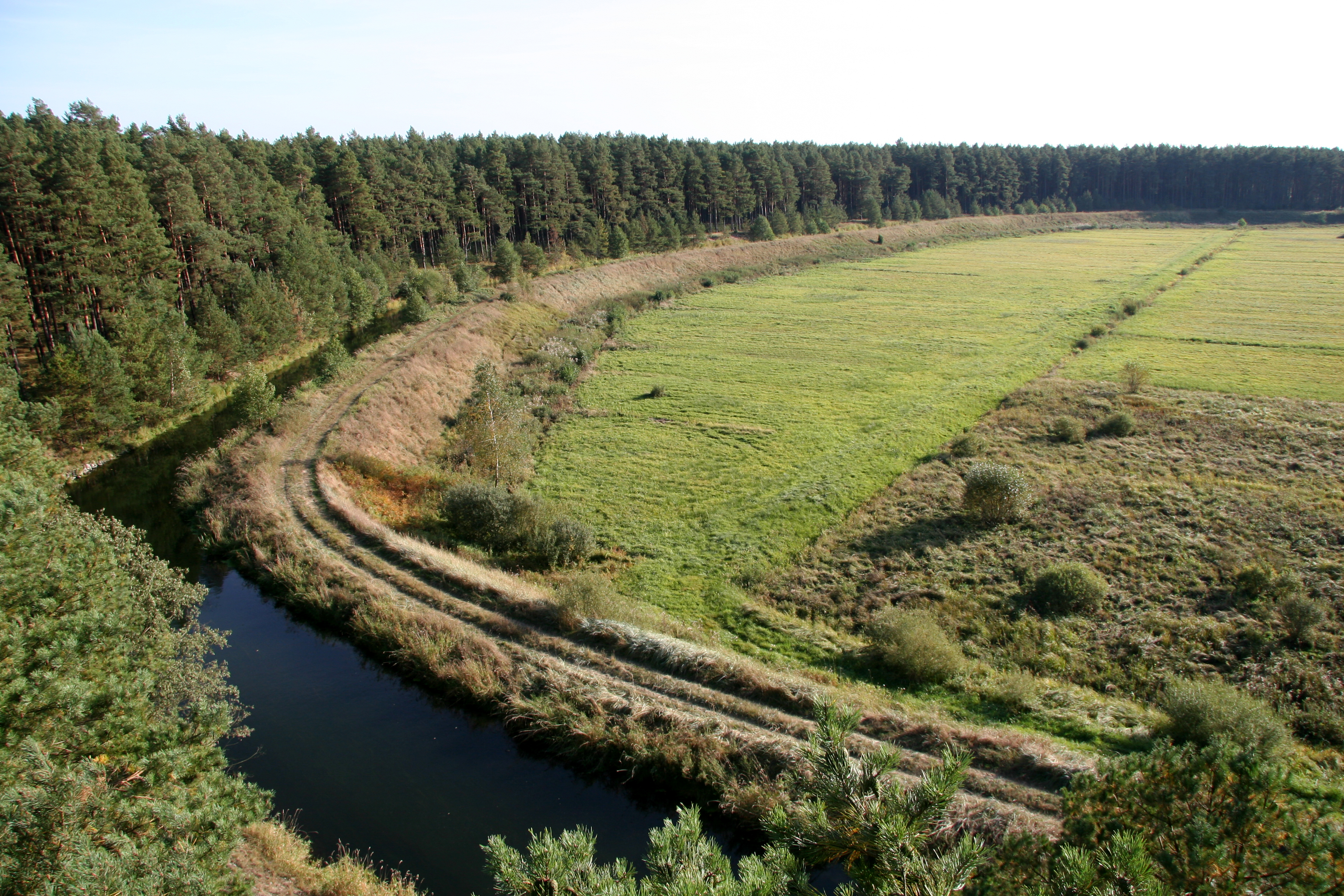
Der Große Brahe Kanal (Wielki Kanał Brdy) in der Tucheler Heide

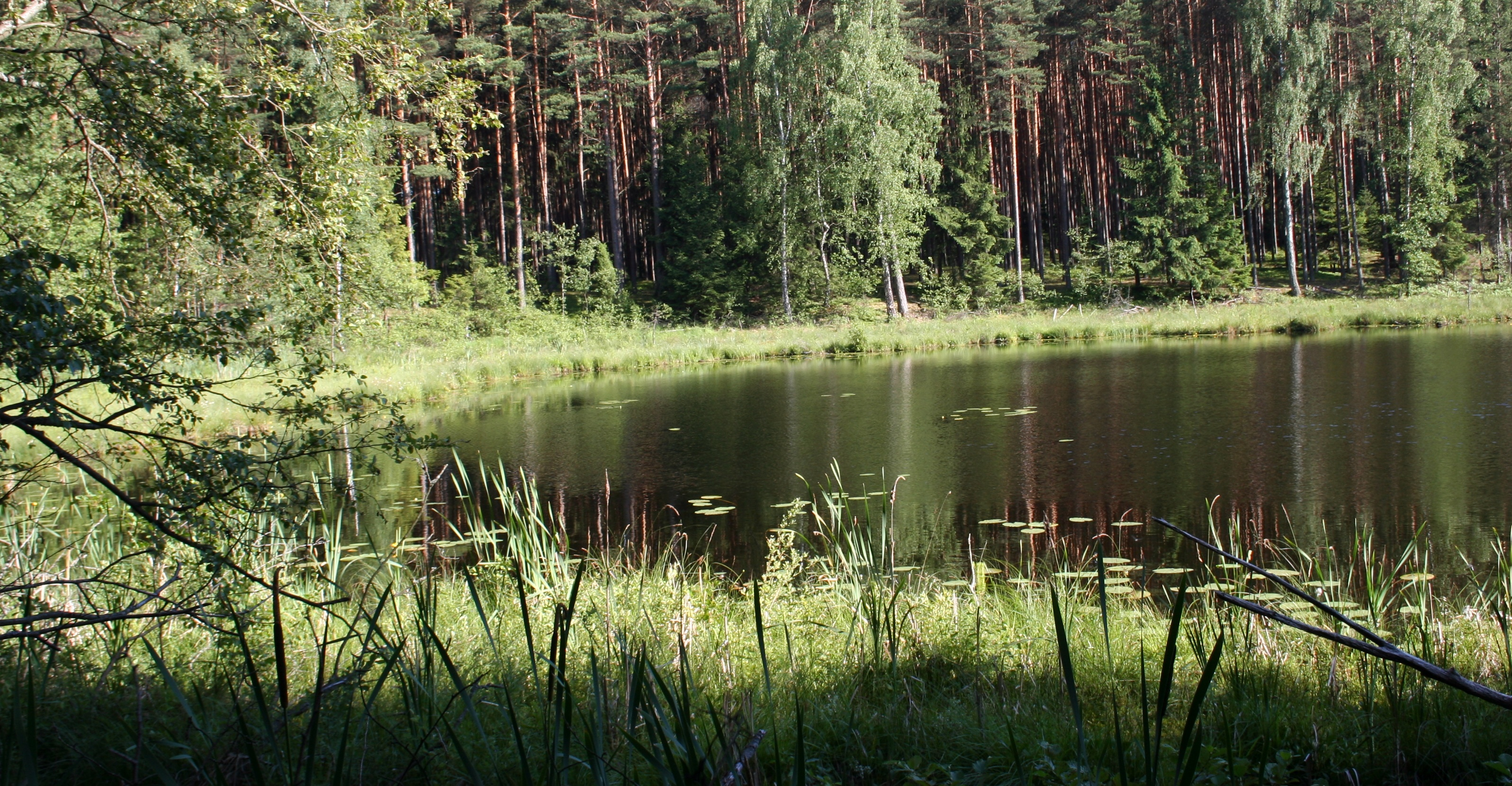
See Żabinek in der zentralen Heide

Nach Luntowski, der allerdings ein, zumindest aus heutiger Sicht, befremdliches Lied auf die Disziplin des preußischen Forstbeamten und das ordnungsliebende deutsche Wesen anstimmt, bot die Tucheler Heide 1772 forstwirtschaftlich ein trostloses Bild. Nur noch kleine Bestände guten Holzes seien vorhanden gewesen, die Siedlungen des Deutschen Ordens verfallen. Friedrich der Große inspizierte die Tucheler Heide persönlich und erließ eine Reihe von Verordnungen, um aus dem Wald die Holzkammer Preußens zu machen. Die Starosteigüter und geistlichen Besitzungen wurden eingezogen, das Land vermessen und in Jagen eingeteilt. Die Verwaltung der Staatsforsten wurde der Kriegs- und Domänenkammer, die Gerichtsbarkeit den Oberforstmeistern unterstellt. Die Stellen der Forstbeamten wurden anfangs ausschließlich mit Offizieren und Soldaten besetzt. Brachliegende Flächen wurden aufgeforstet und junge Pflanzungen eingehegt. Holzverarbeitende Gewerbe wurden gefördert, Nebenflüsse der Brahe und des Schwarzwassers flößbar gemacht. Zwischen 1811 und 1813 erlitten die Arbeiten vorübergehend einen Rückschlag, als sich französische Truppen durch die Heide erst vor- und dann wieder zurückzogen.

### Waldbrände
Zwar habe der preußische Staat laut Mitteilung Luntowskis den Wald- und Heidebewohnern ihre Nutzungsberechtigungen weitgehend abgekauft, dennoch sah sich die Bevölkerung zum Teil ihrer jahrhundertelangen Lebensgrundlage beraubt. Der Unmut der Bevölkerung schlug sich angeblich in verstärktem Wild- und Holzdiebstahl sowie in aktiver Brandlegung nieder. An Löscharbeiten habe sich die Bevölkerung oft nur widerwillig und schleppend beteiligt. Das trockene Terrain war (und ist) ohnehin anfällig für Waldbrände, deren Gefahr neben dem Kahlbrennen zusätzlich durch die Beutner durch die zahlreichen Teerschwelereien gefördert wurde. Statistiken belegen angeblich, dass sich der Unmut der Bevölkerung vor allem in politisch brisanten Zeiten in vermehrten Waldbränden niederschlug. So seien durch Brände in der Tucheler Heide vernichtet worden:
- 1794 – Zweite Teilung Polens: 55.490 Morgen,
- 1807 – Vierter Koalitionskrieg und Errichtung des Herzogtums Warschau: 78.873 Morgen,
- 1808 – 26.560 Morgen,
- 1863 – Januaraufstand in Russisch-Polen: 2.333 Hektar,
- 1874 – Kulturkampf: 622 Hektar,
- 1910 – Verurteilungen nach dem Wreschener Schulstreik: allein im Forstbezirk Wildungen 400 Hektar.

Insgesamt sollen allein zwischen 1860 und 1889 insgesamt 310 Brände stattgefunden haben, denen 4.206 Hektar Waldfläche zum Opfer gefallen seien.

### Kaiserzeit, Erster und Zweiter Weltkrieg
In der Kaiserzeit befand sich in Westpreußen westlich von Graudenz der Truppenübungsplatz Gruppe (auch Gruppa, polnisch Grupa), dessen Name durch dort gewonnene medizinische Erkenntnisse auch in der Fachliteratur Einzug hielt. Während des Ersten Weltkriegs wurde der pazifistisch gesinnte Arzt Georg Friedrich Nicolai hierher strafversetzt.
Nach dem Ersten Weltkrieg wurde gemäß dem Versailler Vertrag das Gebiet südwestlich von Danzig an Polen abgetreten (Polnischer Korridor). Deshalb führte die Reichsstraße 1 von 1919 bis 1939 nur inoffiziell durch die Tucheler Heide. Beim deutschen Überfall auf Polen 1939 wurde hier die Schlacht in der Tucheler Heide ausgetragen.
Nach der deutschen Besetzung Polens wurde auch dieses Gebiet wieder dem Deutschen Reich angegliedert. Am 21. Oktober 1939 kam der Landwirt Hugo Fritz, als Amtskommissar in Petzin eingesetzt, beim Brand seiner Scheune ums Leben. Die örtliche Polizei beschuldigte Polen der Brandstiftung. Heinrich Mocek, Inspektor des „Selbstschutzes“ in Konitz, ließ daraufhin willkürlich Einwohner in der Umgebung verhaften und kündigte an, dass alle drei Tage 40 Geiseln getötet werden, falls die Täter nicht zu finden seien. Am 24. Oktober begannen die Erschießungen bei Rudabrück in der Tucheler Heide. Bis zum 20. November wurden dabei 335 Polen ermordet, darunter der Priester Piotr Sosnowski. Mocek wurde 1965 vom Landgericht Mannheim zu einer lebenslangen Haftstrafe verurteilt.
Während des Zweiten Weltkriegs wurden zwischen August 1944 und Januar 1945 vom Gebiet des hier befindlichen SS-Truppenübungsplatzes Westpreußen unter der Leitung des Generals Walter Dornberger insgesamt 107 A4-Raketen zu Versuchszwecken und zur Ausbildung der Einheiten an der Raketenwaffe von diesem Platz in südlicher Richtung gestartet. In der Ostpreußischen Operation mussten die Deutschen das Gebiet mit dem Tarnnamen „Heidekraut“ räumen. Gegen Ende des Zweiten Weltkriegs wurde die Region im Frühjahr 1945 von der Roten Armee besetzt. In der Folgezeit wurde die deutsche Bevölkerung, soweit sie nicht geflohen war, von den örtlichen polnischen Verwaltungsbehörden vertrieben.